# Canton de Cagnes-sur-Mer-Centre
Le canton Cagnes-sur-Mer-Centre est une ancienne division administrative française, située dans le département des Alpes-Maritimes et la région Provence-Alpes-Côte d'Azur.

## Composition
Le canton de Cagnes-sur-Mer-Centre se composait d’une fraction de la commune de Cagnes-sur-Mer. Il comptait 25 622 habitants (population municipale) au 1er janvier 2012.
| Nom                        | Code Insee | Intercommunalité           | Population (dernière pop. légale)               |
| -------------------------- | ---------- | -------------------------- | ----------------------------------------------- |
| Cagnes-sur-Mer (chef-lieu) | 06027      | Métropole Nice Côte d'Azur | Fraction : 25 622(2012) Commune : 47 811 (2014) |

## Histoire
| Date d'élection                                                                         | Identité                  | Parti        | Qualité                                                                                              |
| --------------------------------------------------------------------------------------- | ------------------------- | ------------ | --- |
| Henri-A. Audibert fut le premier Conseiller Général du Canton de Cagnes-sur-Mer-Centre. |                           |              | |
| 1985-1992                                                                               | M. Henri-A. Audibert      | DVD          | Maire de Cagnes-sur-Mer                                                                              |
| 1992-1998                                                                               | M. Jean-Antoine Burroni   | RPR          | Agent immobilier                                                                                     |
| 1998-2008 (démission)                                                                   | M. Louis Nègre            | DVD puis UMP | Professeur d'éducation physique et sportive Maire de Cagnes-sur-Mer depuis 1995 Sénateur (2008-2017) |
| 2008-2015                                                                               | Mme Marie-Josée Bandecchi | UMP          | Chef d'entreprise Adjointe au Maire de Cagnes-sur-Mer                                                |

Canton créé en 1985

## Démographie
| 1990   | 1999   | 2006   | 2011   | 2012   |
| ------ | ------ | ------ | ------ | ------ |
| 23 113 | 23 389 | 25 682 | 25 613 | 25 622 |